# Quai du Marché-Neuf
Quai du Marché-Neuf (nábřeží Na novém trhu) je nábřeží řeky Seiny v Paříži. Leží ve 4. obvodu.

## Poloha
Nábřeží vede po jižním okraji ostrova Cité mezi mosty Petit-Pont a Saint-Michel. Začíná na křižovatce s ulicí Rue de la Cité, kde proti proudu navazuje Promenade Maurice-Carême a končí u Boulevardu du Palais, odkud dále pokračuje Quai des Orfèvres.

## Historie
V roce 1804 zřídil policejní prefekt Dubois v domě č. 21 márnici, kterou v roce 1868 nechal baron Haussmann přeložit o něco dále na dnešní náměstí Square de l'Île-de-France. Márnice se změnila na Ústav soudního lékařství, který dnes sídlí na Quai de la Rapée.

## Významné stavby
V budovách na nábřeží sídlí Policejní prefektura.